# Großer Preis von Malaysia 2005
Der Große Preis von Malaysia 2005 (offiziell 2005 Formula 1 Petronas Malaysian Grand Prix) fand am 20. März auf dem Sepang International Circuit in Sepang statt und war das zweite Rennen der Formel-1-Weltmeisterschaft 2005.

## Berichte

### Hintergrund
Nach dem Großen Preis von Australien führte Giancarlo Fisichella in der Fahrerwertung mit zwei Punkten vor Rubens Barrichello und mit vier Punkten vor Fernando Alonso. In der Konstrukteurswertung führte Renault mit acht Punkten vor Ferrari und mit neun Punkten vor Red Bull.
Vor dem Rennwochenende gab es einen Fahrerwechsel: Anthony Davidson startete für den erkrankten Takuma Satō bei BAR-Honda und bestritt sein drittes Formel-1-Rennen und das erste seit dem Großen Preis von Belgien 2002. Es war der einzige Saisoneinsatz für Davidson, erst zur Saison 2007 sollte er Stammfahrer bei Super Aguri werden.
Barrichello bestritt seinen 200. Grand Prix.
Mit Michael Schumacher (dreimal), Kimi Räikkönen und Ralf Schumacher (jeweils einmal) traten drei ehemalige Sieger zu diesem Grand Prix an.

### Training
Die letzten sechs Teams der Konstrukteursmeisterschaft 2004 waren berechtigt am Freitag im freien Training ein drittes Auto einzusetzen. Diese Fahrer fuhren am Freitag, traten aber weder im Qualifying noch im Rennen an. Pedro de la Rosa (McLaren-Mercedes), Vitantonio Liuzzi (Red Bull), Zonta (Toyota) und Robert Doornbos (Jordan) nahmen in dieser Funktion an den Freitagstrainings teil.
Im ersten freien Training am Freitag war Zonta mit 1:34,092 Minuten Schnellster vor de la Rosa und Liuzzi. Im zweiten freien Training am Freitag fuhr dann Felipe Massa mit 1:35,608 Minuten die schnellste Zeit vor Juan Pablo Montoya und Zonta.
Im dritten freien Training am Samstag war Alonso mit 1:34,715 Minuten vorne, gefolgt von Michael Schumacher und Fisichella. Im vierten und letzten freien Training am Samstag fuhr Jarno Trulli in 1:32,832 Minuten die schnellste Runde vor Christian Klien und Alonso.

### Qualifikation
Im ersten Qualifikationsdurchgang am Samstagnachmittag fuhr Alonso die beste Rundenzeit. Trulli und Fisichella folgten auf den Plätzen zwei und drei.
Im zweiten Qualifikationsdurchgang am Sonntagvormittag blieb die Reihenfolge unverändert. Alonso sicherte sich so seine vierte Pole-Position der Karriere.

### Rennen
Zu Beginn konnten Alonso und Trulli ihre jeweiligen Positionen in der Startaufstellung gut behaupten, gefolgt von Fisichella und Mark Webber. Weiter hinten überholte Nick Heidfeld die beiden Red Bull und war nun hinter Räikkönen.
Zu Beginn der zweiten Runde griff Jenson Button Räikkönen auf der Start-Ziel-Geraden an und überholte ihn, schied aber direkt danach wegen eines Motorschadens aus. Zur gleichen Zeit kam der österreichische Fahrer Patrick Friesacher im Minardi in der ersten Kurve von der Strecke ab und schied ebenfalls aus. Ein ähnliches Schicksal ereilte den anderen Honda-Motor, den von Anthony Davidson, der einen kleinen Brand verursachte.
Während der 23. Runde erlitt Räikkönen, der zu diesem Zeitpunkt auf dem sechsten Platz lag, einen Reifenschaden und musste jeglichen Siegeswillen aufgeben. Drei Runden später kam Jacques Villeneuve in der ersten Kurve von der Strecke ab und schied als vierter Fahrer aus. Sechs Runden später kollidieren Ralf Schumacher und Webber auf der Hauptgeraden, ohne jedoch die Autos zu stark zu beschädigen. Neunzehn Runden vor Schluss, in der letzten Kurve, versuchte Webber Fisichella für den dritten Platz außen zu überholen, aber die beiden kollidierten: Der Italiener landete auf dem Australier und beide mussten aufgeben. Davon profitierte Heidfeld, der somit den dritten Platz übernahm.
Der Spanier Alonso gewann schlussendlich das Rennen vor dem Italiener Trulli (der Toyota das erste Podium in der Formel 1 bescherte) und der bereits erwähnten Heidfeld. Für Alonso war es der zweite Sieg in der Formel-1-Weltmeisterschaft und der erste seit dem Großen Preis von Ungarn 2003. Die restlichen Punkteplatzierungen belegten Montoya, Ralf Schumacher, David Coulthard, Michael Schumacher und Klien.
In der Fahrerwertung übernahm Alonso die Führung vor Fisichella und Trulli. In der Konstrukteurswertung blieb Renault vorne, nun gefolgt von Toyota und Red Bull.

## Meldeliste
| Team                       | Nr. | Fahrer               | Chassis        | Motor                 | Reifen |
| -------------------------- | --- | -------------------- | -------------- | --------------------- | ------ |
| Scuderia Ferrari Marlboro  | 01  | Michael Schumacher   | Ferrari F2004M | Ferrari 3.0 V10       | B      |
| Scuderia Ferrari Marlboro  | 02  | Rubens Barrichello   | Ferrari F2004M | Ferrari 3.0 V10       | B      |
| Lucky Strike BAR Honda     | 03  | Jenson Button        | BAR 007        | Honda 3.0 V10         | M      |
| Lucky Strike BAR Honda     | 04  | Takuma Satō          | BAR 007        | Honda 3.0 V10         | M      |
| Lucky Strike BAR Honda     | 04  | Anthony Davidson     | BAR 007        | Honda 3.0 V10         | M      |
| Mild Seven Renault F1 Team | 05  | Fernando Alonso      | Renault R25    | Renault 3.0 V10       | M      |
| Mild Seven Renault F1 Team | 06  | Giancarlo Fisichella | Renault R25    | Renault 3.0 V10       | M      |
| BMW-Williams F1 Team       | 07  | Mark Webber          | Williams FW27  | BMW 3.0 V10           | M      |
| BMW-Williams F1 Team       | 08  | Nick Heidfeld        | Williams FW27  | BMW 3.0 V10           | M      |
| West McLaren-Mercedes      | 09  | Kimi Räikkönen       | McLaren MP4-20 | Mercedes-Benz 3.0 V10 | M      |
| West McLaren-Mercedes      | 10  | Juan Pablo Montoya   | McLaren MP4-20 | Mercedes-Benz 3.0 V10 | M      |
| West McLaren-Mercedes      | 35  | Pedro de la Rosa     | McLaren MP4-20 | Mercedes-Benz 3.0 V10 | M      |
| Sauber Petronas            | 11  | Jacques Villeneuve   | Sauber C24     | Petronas 3.0 V10      | M      |
| Sauber Petronas            | 12  | Felipe Massa         | Sauber C24     | Petronas 3.0 V10      | M      |
| Red Bull Racing            | 14  | David Coulthard      | Red Bull RB1   | Cosworth 3.0 V10      | M      |
| Red Bull Racing            | 15  | Christian Klien      | Red Bull RB1   | Cosworth 3.0 V10      | M      |
| Red Bull Racing            | 37  | Vitantonio Liuzzi    | Red Bull RB1   | Cosworth 3.0 V10      | M      |
| Panasonic Toyota Racing    | 16  | Jarno Trulli         | ToyotaTF105    | Toyota 3.0 V10        | M      |
| Panasonic Toyota Racing    | 17  | Ralf Schumacher      | ToyotaTF105    | Toyota 3.0 V10        | M      |
| Panasonic Toyota Racing    | 38  | Ricardo Zonta        | ToyotaTF105    | Toyota 3.0 V10        | M      |
| Jordan Grand Prix          | 18  | Tiago Monteiro       | Jordan EJ15    | Toyota 3.0 V10        | B      |
| Jordan Grand Prix          | 19  | Narain Karthikeyan   | Jordan EJ15    | Toyota 3.0 V10        | B      |
| Jordan Grand Prix          | 39  | Robert Doornbos      | Jordan EJ15    | Toyota 3.0 V10        | B      |
| Minardi F1 Team            | 20  | Patrick Friesacher   | Minardi PS04B  | Cosworth 3.0 V10      | B      |
| Minardi F1 Team            | 21  | Christijan Albers    | Minardi PS04B  | Cosworth 3.0 V10      | B      |

Anmerkungen
1. 1 2 3 4  Nahm nur am Freitagstraining teil.

## Klassifikationen

### Qualifying
| Pos. | Fahrer               | Konstrukteur      | Q1       | Q2       | Gesamt   | Start |
| ---- | -------------------- | ----------------- | -------- | -------- | -------- | ----- |
| 01   | Fernando Alonso      | Renault           | 1:32,582 | 1:35,090 | 3:07,672 | 01    |
| 02   | Jarno Trulli         | Toyota            | 1:32,672 | 1:35,253 | 3:07,925 | 02    |
| 03   | Giancarlo Fisichella | Renault           | 1:32,765 | 1:35,683 | 3:08,448 | 03    |
| 04   | Mark Webber          | Williams-BMW      | 1:33,204 | 1:35,700 | 3:08,904 | 04    |
| 05   | Ralf Schumacher      | Toyota            | 1:33,106 | 1:35,901 | 3:09,007 | 05    |
| 06   | Kimi Räikkönen       | McLaren-Mercedes  | 1:32,839 | 1:36,644 | 3:09,483 | 06    |
| 07   | Christian Klien      | Red Bull-Cosworth | 1:33,724 | 1:35,865 | 3:09,589 | 07    |
| 08   | David Coulthard      | Red Bull-Cosworth | 1:33,809 | 1:35,891 | 3:09,700 | 08    |
| 09   | Jenson Button        | BAR-Honda         | 1:33,616 | 1:36,216 | 3:09,832 | 09    |
| 10   | Nick Heidfeld        | Williams-BMW      | 1:33,464 | 1:36,453 | 3:09,917 | 10    |
| 11   | Juan Pablo Montoya   | McLaren-Mercedes  | 1:33,333 | 1:36,757 | 3:10,090 | 11    |
| 12   | Rubens Barrichello   | Ferrari           | 1:34,162 | 1:37,340 | 3:10,502 | 12    |
| 13   | Michael Schumacher   | Ferrari           | 1:34,072 | 1:37,561 | 3:10,633 | 13    |
| 14   | Felipe Massa         | Sauber-Petronas   | 1:34,151 | 1:37,733 | 3:11,884 | 14    |
| 15   | Anthony Davidson     | BAR-Honda         | 1:34,866 | 1:37,024 | 3:11,890 | 15    |
| 16   | Jacques Villeneuve   | Sauber-Petronas   | 1:34,887 | 1:38,108 | 3:12,995 | 16    |
| 17   | Narain Karthikeyan   | Jordan-Toyota     | 1:37,806 | 1:39,850 | 3:17,656 | 17    |
| 18   | Tiago Monteiro       | Jordan-Toyota     | 1:37,856 | 1:40,106 | 3:17,962 | 18    |
| 19   | Patrick Friesacher   | Minardi-Cosworth  | 1:39,268 | 1:41,918 | 3:21,586 | 19    |
| 20   | Christijan Albers    | Minardi-Cosworth  | 1:40,432 | 1:42,569 | 3:23,001 | 20    |

### Rennen
| Pos. | Fahrer               | Konstrukteur      | Runden | Stopps | Zeit        | Start | Schnellste Runde |
| ---- | -------------------- | ----------------- | ------ | ------ | ----------- | ----- | ---------------- |
| 01   | Fernando Alonso      | Renault           | 56     | 2      | 1:31:33,736 | 01    | 1:35,899 (18.)   |
| 02   | Jarno Trulli         | Toyota            | 56     | 2      | + 24,327    | 02    | 1:35,816 (18.)   |
| 03   | Nick Heidfeld        | Williams-BMW      | 56     | 2      | + 32,188    | 10    | 1:35,712 (40.)   |
| 04   | Juan Pablo Montoya   | McLaren-Mercedes  | 56     | 2      | + 41,631    | 11    | 1:36,585 (42.)   |
| 05   | Ralf Schumacher      | Toyota            | 56     | 2      | + 51,854    | 05    | 1:36,321 (15.)   |
| 06   | David Coulthard      | Red Bull-Cosworth | 56     | 2      | + 1:12,534  | 08    | 1:36,790 (18.)   |
| 07   | Michael Schumacher   | Ferrari           | 56     | 2      | + 1:19,988  | 13    | 1:36,982 (41.)   |
| 08   | Christian Klien      | Red Bull-Cosworth | 56     | 2      | + 1:20,835  | 07    | 1:36,902 (17.)   |
| 09   | Kimi Räikkönen       | McLaren-Mercedes  | 56     | 2      | + 1:21,580  | 06    | 1:35,483 (23.)   |
| 10   | Felipe Massa         | Sauber-Petronas   | 55     | 1      | + 1:04,393  | 14    | 1:36,212 (18.)   |
| 11   | Narain Karthikeyan   | Jordan-Toyota     | 54     | 2      | + 1 Runde   | 17    | 1:39,833 (18.)   |
| 12   | Tiago Monteiro       | Jordan-Toyota     | 53     | 3      | + 2 Runden  | 18    | 1:40,432 (56.)   |
| 13   | Christijan Albers    | Minardi-Cosworth  | 52     | 2      | + 3 Runden  | 20    | 1:42,465 (12.)   |
| –    | Rubens Barrichello   | Ferrari           | 49     | 2      | DNF         | 12    | 1:36,878 (22.)   |
| –    | Giancarlo Fisichella | Renault           | 36     | 2      | DNF         | 03    | 1:36,182 (21.)   |
| –    | Mark Webber          | Williams-BMW      | 36     | 2      | DNF         | 04    | 1:36,026 (20.)   |
| –    | Jacques Villeneuve   | Sauber-Petronas   | 26     | 2      | DNF         | 16    | 1:38,058 (18.)   |
| –    | Jenson Button        | BAR-Honda         | 2      | 1      | DNF         | 09    | 1:37,912 (02.)   |
| –    | Anthony Davidson     | BAR-Honda         | 2      | 2      | DNF         | 15    | 1:41,470 (02.)   |
| –    | Patrick Friesacher   | Minardi-Cosworth  | 2      | 0      | DNF         | 19    | 1:43,558 (02.)   |

## WM-Stände nach dem Rennen
Die ersten acht des Rennens bekamen 10, 8, 6, 5, 4, 3, 2 bzw. 1 Punkt(e).

### Fahrerwertung
| Pos. | Fahrer               | Konstrukteur      | Punkte |
| ---- | -------------------- | ----------------- | ------ |
| 01   | Fernando Alonso      | Renault           | 16     |
| 02   | Giancarlo Fisichella | Renault           | 10     |
| 03   | Jarno Trulli         | Toyota            | 8      |
| 04   | Rubens Barrichello   | Ferrari           | 8      |
| 05   | David Coulthard      | Red Bull-Cosworth | 8      |
| 06   | Juan Pablo Montoya   | McLaren-Mercedes  | 8      |
| 07   | Nick Heidfeld        | Williams-BMW      | 6      |
| 08   | Ralf Schumacher      | Toyota            | 4      |
| 09   | Mark Webber          | Williams-BMW      | 4      |
| 10   | Christian Klien      | Red Bull-Cosworth | 3      |
| 11   | Michael Schumacher   | Ferrari           | 2      |

| Pos. | Fahrer             | Konstrukteur     | Punkte |
| ---- | ------------------ | ---------------- | ------ |
| 12   | Kimi Räikkönen     | McLaren-Mercedes | 1      |
| 13   | Felipe Massa       | Sauber-Petronas  | 0      |
| 14   | Narain Karthikeyan | Jordan-Toyota    | 0      |
| 15   | Jenson Button      | BAR-Honda        | 0      |
| 16   | Tiago Monteiro     | Jordan-Toyota    | 0      |
| 17   | Jacques Villeneuve | Sauber-Petronas  | 0      |
| 18   | Christijan Albers  | Minardi-Cosworth | 0      |
| 19   | Takuma Satō        | BAR-Honda        | 0      |
| 20   | Patrick Friesacher | Minardi-Cosworth | 0      |
| –    | Anthony Davidson   | BAR-Honda        | 0      |

### Konstrukteurswertung
| Pos. | Konstrukteur      | Punkte |
| ---- | ----------------- | ------ |
| 01   | Renault           | 26     |
| 02   | Toyota            | 12     |
| 03   | Red Bull-Cosworth | 11     |
| 04   | Ferrari           | 10     |
| 05   | Williams-BMW      | 10     |

| Pos. | Konstrukteur     | Punkte |
| ---- | ---------------- | ------ |
| 06   | McLaren-Mercedes | 9      |
| 07   | Sauber-Petronas  | 0      |
| 08   | Jordan-Toyota    | 0      |
| 09   | BAR-Honda        | 0      |
| 10   | Minardi-Cosworth | 0      |